# Голдер, Фрэнк А.
Фрэнк Альфред Голдер (1877—1929) — американский историк и архивист, специализирующийся на истории России. Голдера больше всего помнят за его работу в начале 1920-х годов по созданию основополагающей коллекции материалов на славянских языках, хранящейся сегодня в библиотеке и архивах Гуверовского института в Стэнфордском университете в Калифорнии.

## Биография
Альфред родился 11 августа 1877 года недалеко от Одессы, Украина, входившей тогда в состав Российской империи. Его семья, которая была этническими евреями, эмигрировала в Соединённые Штаты, вероятно, сразу после одесского погрома 1881 года.
Семья Голдеров обосновалась в Бриджитоне, Нью-Джерси, где жила в бедности. Фрэнку приходилось заниматься разносной торговлей, он торговал мелкими безделушками. Так с ним подружился баптистский священнослужитель, который помог мальчику избежать уличной жизни и получить первоклассное образование, включая обучение в Джорджтаунском колледже и подготовительной школе в Кентукки. Впоследствии Голдер перешел в унитарианизм, богословское отклонение, которое вызвало напряженность между ним и его родителями, которые остались приверженцами иудаизма.
По окончании подготовительной школы Голдер поступил в Бакнеллский университет в Льюисбурге, штат Пенсильвания, гуманитарный колледж, который он окончил со степенью бакалавра в 1898 году, завершив необходимую двухлетнюю программу.
В 1909 году Голдер защитил в Гарвардском университете докторскую диссертацию о русской экспансии к Тихому океану в 1641—1850 годах.
Голдер стремился провести исследования в России, чтобы составить библиографию исторических работ в библиотеках и архивах. С этой целью Голдер познакомился с историком Дж. Франклином Джеймсоном из Института Карнеги, который согласился отправить Голдера туда с такой исследовательской миссией.
Голдер прибыл в Санкт-Петербург в феврале 1914 года и оставался там до ноября, был свидетелем объявления Первой мировой войны. Несмотря на дезорганизацию российского общества во время войны, Голдер сумел завершить свою исследовательскую миссию, выпустив библиографический справочник Guide to Materials for American History in Russian Archives (1917).
Оставался России до 1920 года, когда стал профессором Стэнфордского университета.

## Работы
- Tales from Kodiak Island. Boston: Houghton, Mifflin and Co., 1903.
- Russian Expansion on the Pacific, 1641—1850. Cleveland, OH: Arthur H. Clark Co., 1914.
- "Catherine II and the American Revolution, " American Historical Review, vol. 21, no. 1 (1915), pp. 92-96.
- Guide to Materials for American History in Russian Archives. New York: Carnegie Institution, 1917.
- Bering’s Voyages: An Account of the Efforts of the Russians to Determine the Relation of Asia and America. In two volumes, with Leonhard Stejneger. New York: American Geographical Society, 1922—1925.
- Documents of Russian history, 1914—1917. (Editor.) Gloucester, MA: Smith, 1927.
- The March of the Mormon battalion from Council Bluffs to California: Taken from the Journal of Henry Standage. New York: The Century Co., 1928.